# 森友健
森友 健（もりとも けん、1937年 - ）「森友綜合教室」塾長。日本珠算連盟理事長・一般社団法人大阪珠算協会会長・近畿珠算強化連合会代表。大阪府生まれ。

## 経歴
- 1955年、大阪府立北野高等学校卒業。
- 1960年、甲南大学経済学部卒業。
- 大学卒業後、相互信用金庫に就職しながら、森友綜合教室を開塾する。
- 妻の病気と塾一本にしぼり、甲南大の聴講生として５年間、法務を学ぶ。中・高教員免許、英語免許取得し、外国人のための珠算講座を開講する。
- 2008年、日本珠算連盟理事長。
- 2010年、日本珠算顧問・近畿珠算強化連合会代表。
- 2010年、大阪珠算協会会長
- 2015年、大阪珠算協特別顧問

## 人物
- 兄の導きで、小学校六年生で当時の最高段である珠算一級を取得する。
- 森友綜合教室を開塾した。